# Charlestown (Indiana)
Pour les articles homonymes, voir Charlestown.
La ville de Charlestown est située dans le comté de Clark, dans l’État de l’Indiana, aux États-Unis. Sa population s’élevait à 7 585 habitants lors du recensement de 2010, estimée à 8 152 habitants en 2016.

## Source
- (en) Cet article est partiellement ou en totalité issu de l’article de Wikipédia en anglais intitulé « Charlestown, Indiana » (voir la liste des auteurs).